# Адамс (Њујорк)
Адамс (енгл. Adams) град је у америчкој савезној држави Њујорк.

## Демографија
По попису из 2010. године број становника је 1.775, што је 151 (9,3%) становника више него 2000. године.
| Група             | 2000.         | 2010.         |
| Белци             | 1.577 (97,1%) | 1.718 (96,8%) |
| Афроамериканци    | 12 (0,7%)     | 13 (0,7%)     |
| Азијати           | 2 (0,1%)      | 8 (0,5%)      |
| Хиспаноамериканци | 18 (1,1%)     | 13 (0,7%)     |
| Укупно            | 1.624         | 1.775         |